# Кубок мира по конькобежному спорту 2015/2016 (этап 1)

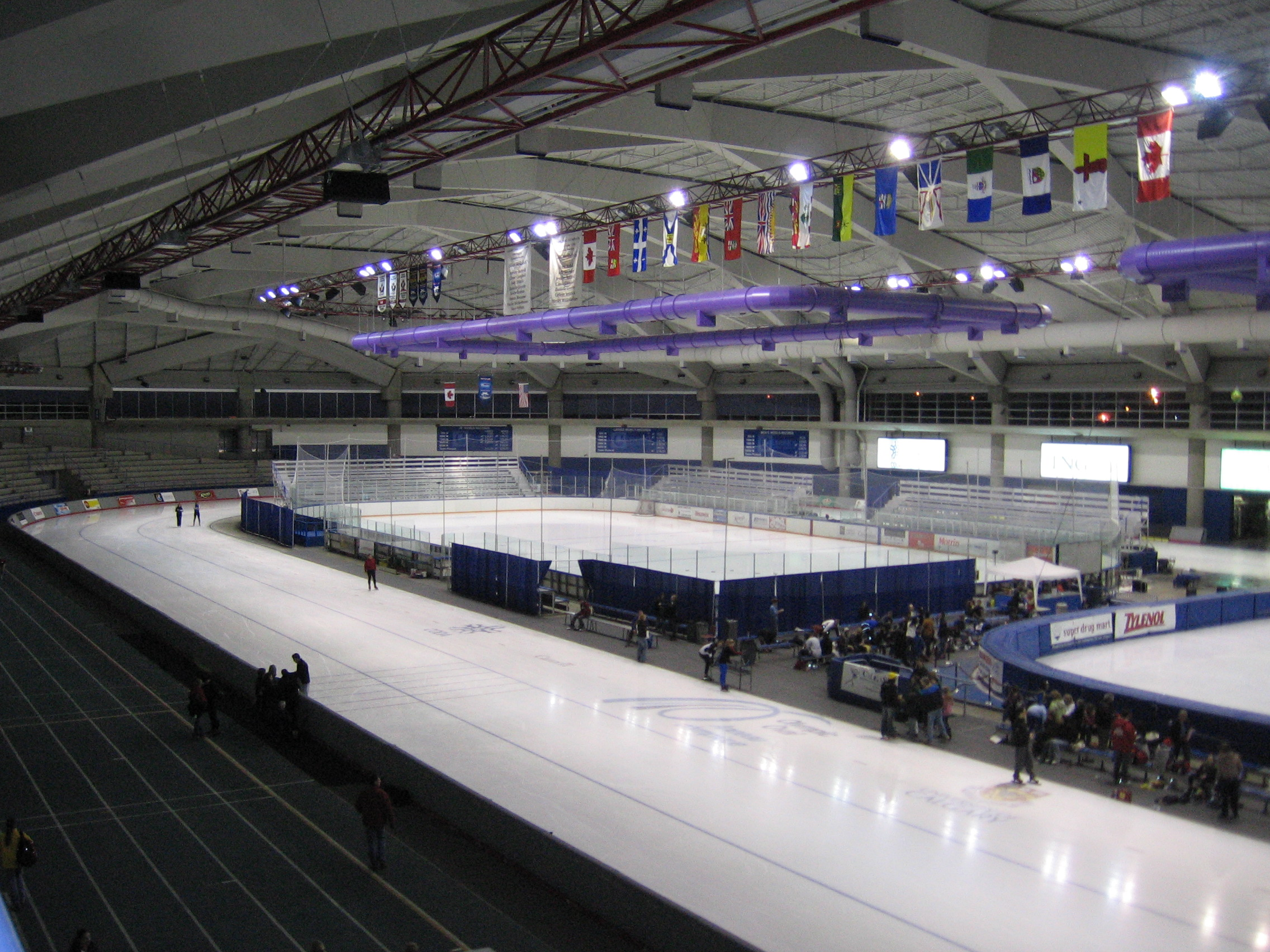
Олимпийский овал Калгари

Первый этап Кубка мира по конькобежному спорту в сезоне 2015/2016 проходил с 13 по 15 ноября 2015 года на катке Олимпийский овал Калгари, Калгари, Канада. Забеги пройдут на дистанциях 500, 1000, 1500 метров, командной гонке, масс-старте, командном спринте, а также на 3000 метров у женщин и 5000 метров у мужчин.

## Призёры

### Мужчины
| Дистанция        | Участники                                     | Золото                                                        | Время         | Серебро                                                        | Время      | Бронза                                                       | Время      |
| 500 м            | 1-й забег А — 20 участников Б — 27 участников | Павел Кулижников · Россия                                     | 34,11 NR      | Мика Поутала · Финляндия                                       | 34,28 NR   | Уильям Даттон · Канада                                       | 34,46      |
| 500 м            | 2-й забег А — 20 участников Б — 26 участников | Павел Кулижников · Россия                                     | 34,00 WR      | Уильям Даттон · Канада                                         | 34,25      | Алекс Буавер-Лакруа · Канада                                 | 34,30      |
| 1000 м           | А — 20 участников Б — 38 участников           | Гербен Йорритсма · Нидерланды                                 | 1:07.20       | Павел Кулижников · Россия                                      | 1:07.33 NR | Кьелд Нёйс · Нидерланды                                      | 1:07.40    |
| 1500 м           | А — 20 участников Б — 28 участников           | Денис Юсков · Россия                                          | 1:41.88 NR TR | Барт Свингс · Бельгия                                          | 1:42.48    | Джой Мантиа · США                                            | 1:42.48    |
| 5000 м           | А — 16 участников Б — 25 участников           | Свен Крамер · Нидерланды                                      | 6:08,61       | Йоррит Бергсма · Нидерланды                                    | 6:10,44    | Тед-Ян Блумен · Канада                                       | 6:12,72 NR |
| Командная гонка  | 11 команд                                     | Канада · Тед-Ян Блумен · Джордан Бельчос · Бенджамин Доннелли | 3:39,32       | Республика Корея · Ли Сын Хун · Ким Чхоль Мин · Joo Hyong-Joon | 3:39,60    | Италия · Андреа Джованнини · Лука Стефани · Фабио Франколини | 3:41,97    |
| Масс-старт       |                                               | Барт Свингс · Бельгия                                         | 7:31,30       | Йоррит Бергсма · Нидерланды                                    | 7:33,20    | Рейон Кей · Новая Зеландия                                   | 7:34,17    |
| Командный спринт | 8 команд                                      | Нидерланды · Рональд Мюлдер · Кай Вербей · Стефан Гротхёйс    | 1:18.79 WR    | США · Митчел Уитмор · Джонатан Гарсиа · Джой Мантиа            | 1:19.39    | Россия · Руслан Мурашов · Артем Кузнецов · Алексей Есин      | 1:19.59    |

### Женщины
| Дистанция        | Участники                                 | Золото                                                         | Время      | Серебро                                             | Время   | Бронза                                                      | Время      |
| 500 м            | 1-й забег А — 20 участниц Б — 19 участниц | Ли Сан Хва · Республика Корея                                  | 36,96      | Чжан Хун · Китай                                    | 37,18   | Бриттани Боу · США                                          | 37,22      |
| 500 м            | 2-й забег А — 20 участниц Б — 18 участниц | Чжан Хун · Китай                                               | 36,94      | Ли Сан Хва · Республика Корея                       | 36,99   | Хизер Ричардсон · США                                       | 37,06      |
| 1000 м           | А — 20 участниц Б — 23 участницы          | Хизер Ричардсон · США                                          | 1.12,51 WR | Бриттани Боу · США                                  | 1.12,54 | Чжан Хун · Китай                                            | 1.12,65 NR |
| 1500 м           | А — 20 участниц Б — 26 участниц           | Бриттани Боу · США                                             | 1.51,59 WR | Хизер Ричардсон · США                               | 1.52,27 | Мартина Сабликова · Чехия                                   | 1.54,18    |
| 3000 м           | А — 16 участниц Б — 27 участниц           | Мартина Сабликова · Чехия                                      | 3.57,21    | Ирене Схаутен · Нидерланды                          | 3.58,39 | Наталья Воронина · Россия                                   | 3.58,78 NR |
| Командная гонка  | 10 команд                                 | Нидерланды · Маррит Ленстра · Антоинетте де Йонг · Мари Йолинг | 2:56.11    | Япония · Аяка Кикути · Михо Такаги · Мисаки Ошигири | 2:56.46 | Россия · Ольга Граф · Наталья Воронина · Елизавета Казелина | 2:56.98 NR |
| Масс-старт       |                                           | Ким Бо Рым · Республика Корея                                  | 8:36,04    | Ирене Схаутен · Нидерланды                          | 8:36,09 | Ивани Блондин · Канада                                      | 8:36,16    |
| Командный спринт | 6 команд                                  | Япония · Эрина Камия · Маки Цудзи · Нао Кодайра                | 1:26,82 WR | Китай · Чжан Хун · Ли Циши · Юй Цзин                | 1:27,08 | Канада · Марша Хади · Ноэми Файсет · Хизер Маклин           | 1:28,39    |

- Старты в командном спринте в Калгари являлись первыми официальными соревнованиями, поэтому лучшие результаты автоматически стали мировыми рекордами[1].